# Думбрава (Корну-Лунчій, Сучава)
Думбрава (рум. Dumbrava) — село у повіті Сучава в Румунії. Входить до складу комуни Корну-Лунчій.
Село розташоване на відстані 339 км на північ від Бухареста, 19 км на південний захід від Сучави, 114 км на захід від Ясс.

## Населення
За даними перепису населення 2002 року у селі проживали 524 особи.
Національний склад населення села:
| Національність | Кількість осіб | Відсоток |
| -------------- | -------------- | -------- |
| румуни         | 346            | 66,0%    |
| цигани         | 168            | 32,1%    |
| німці          | 7              | 1,3%     |

Рідною мовою назвали:
| Мова      | Кількість осіб | Відсоток |
| --------- | -------------- | -------- |
| румунська | 350            | 66,8%    |
| циганська | 169            | 32,3%    |